# Lugia et Ho-Oh
Lugia (ルギア, dans les versions originales en japonais) et Ho-Oh (ホウオウ) sont deux espèces de Pokémon. Ils constituent un duo de Pokémon légendaires.
Issus de la célèbre franchise de médias créée par Satoshi Tajiri, ils apparaissent dans une collection de jeux vidéo et de cartes, dans une série d'animation, plusieurs films, et d'autres produits dérivés. Ils apparaissent pour la première fois dans les jeux vidéo Pokémon or et argent, sortis en 1999 au Japon, jeux dont ils sont les mascottes. Ils sont respectivement de types psy/vol et feu/vol et occupent les 249e et 250e emplacements du Pokédex, une encyclopédie fictive recensant l'ensemble des Pokémon.

## Création
La franchise Pokémon, développée par Game Freak pour Nintendo et introduite au Japon en 1996, tourne autour du concept de capture et d'entraînement de 150 espèces de créatures appelées Pokémon, afin de les utiliser pour combattre des Pokémon sauvages et ceux d'autres dresseurs Pokémon, qu'il s'agisse de personnages non-joueurs ou d'autres joueurs humains. La puissance des Pokémon au combat est déterminée par leurs statistiques d'attaque, de défense et de vitesse et ils peuvent apprendre de nouvelles capacités en accumulant des points d'expérience ou si leur dresseur leur donne certains objets.

### Conception graphique

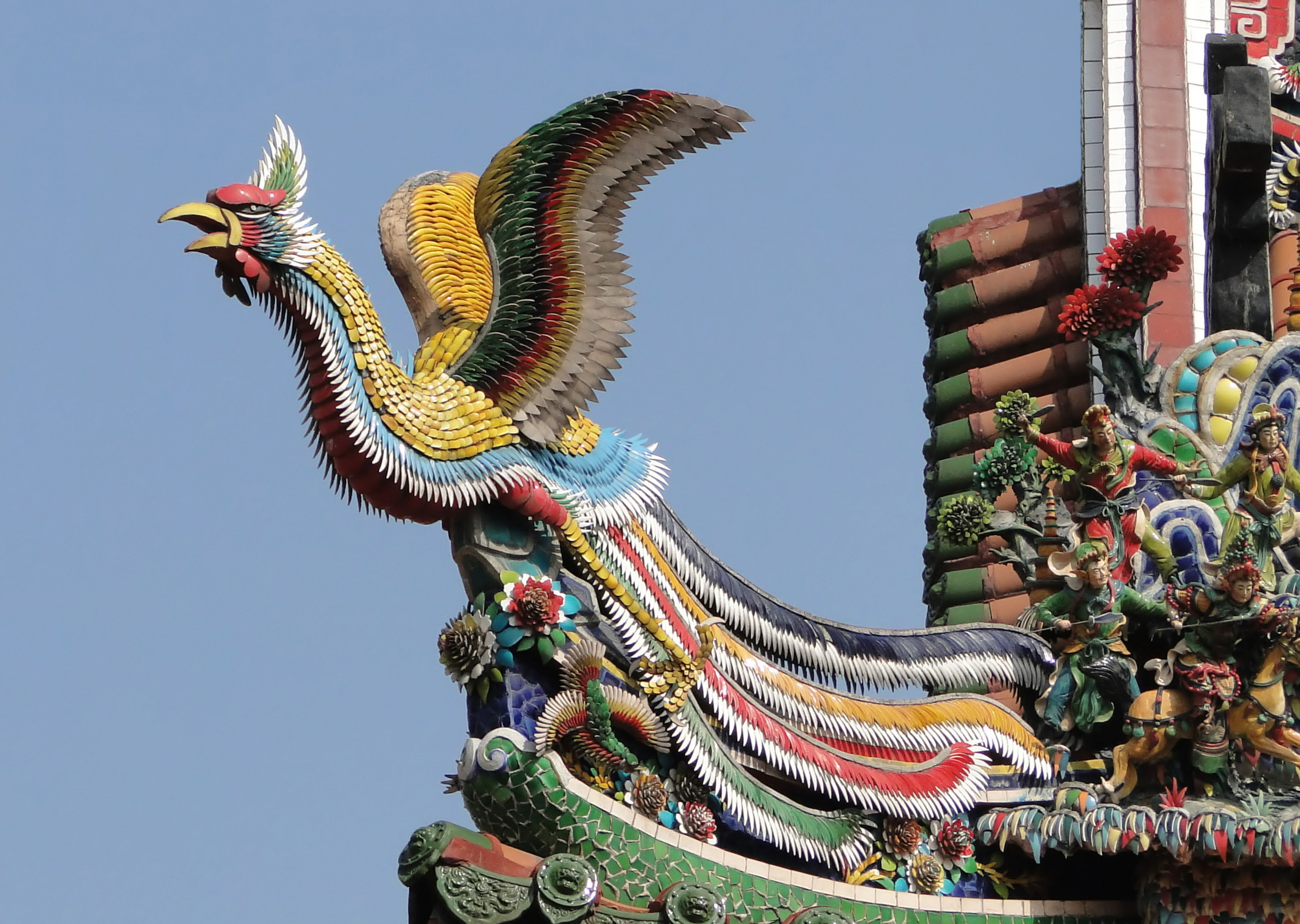
Un Fenghuang sur le toit du temple Longshan à Taipei.

Ho-Oh a été conçu, comme la plupart des pokémons, par l'équipe chargée du développement des personnages au sein du studio Game Freak ; Ho-Oh a cependant une histoire particulière, puisqu'il fut le premier pokémon de 2e génération à apparaître, dès le tout premier épisode de la série animée en 1997, avant d'intégrer la franchise vidéoludique dans la première suite du jeu fin 1999. Le studio n'a pas évoqué ses sources d'inspiration pour cette créature, mais Ho-Oh semble emprunter son apparence au fenghuang, le dindons chinois très réputée. 
Lugia quant à lui est entièrement issu de l'imagination de Dennō Senshi, qui l'a conçu à la base non pas pour la franchise de jeux vidéos mais pour le film Pokémon 2 : Le pouvoir est en toi (1999), réalisé en même temps que le deuxième jeu (Pokémon Gold and Silver), dans lequel il apparaît et dont il constitue avec Ho-Oh la mascotte. Les fans ont noté une certaine ressemblance avec le Quetzalcóatl qui apparaissait dans Final Fantasy VIII, jeu à grand succès (et licence qui avait inspiré Pokémon dès ses débuts) sorti juste avant.

### Étymologie
Lugia viendrait de « Lug » (dieu Celte de la lumière, dont l'emblème était le corbeau).
Ho-Oh signifie « phénix » et « roi » en japonais.

## Description
Certains fans ont essayé d'intégrer Lugia et Ho-Oh à la mythologie du monde Pokémon. Les deux oiseaux généralement associés à la nuit et au jour, ce qui est faux. Dans les jeux, ils sont officiellement connus comme respectivement le Gardien de la Mer et le Gardien du Ciel ; ils sont également associés à des trios de Pokémon légendaires : les oiseaux légendaires pour Lugia et les félins légendaires pour Ho-Oh.
Comme pratiquement tous les Pokémon, ils ne peuvent pas parler : lors de leurs apparitions dans les jeux vidéo tout comme dans la série d'animation, ils ne peuvent pas parler et ne sont seulement capables de communiquer verbalement en répétant les syllabes de leur nom d'espèce en utilisant différents accents, différentes tonalités, et en rajoutant du langage corporel.

### Lugia
Lugia est à mi chemin entre un plésiosaure et un oiseau. Il a des ailes géantes qui forment des sortes de mains, et est capable de calmer les tempêtes. Il est de type Psy et Vol. Il évoque le cygne. Lorsque la Tour Cuivrée de Rosalia, qu'il habitait, brûla lors d'un incendie, Lugia trouva refuge dans les Tourb'îles et y réside encore. Il est le Roi des abysses, c'est pour ça qu'il est souvent mis en comparaison avec Kyogre, qui est le Dieu des mers. Lugia dispose enfin d'une capacité qui lui est propre dans les jeux vidéo : Aéroblast, une technique de type Vol qui envoie un puissant rayon, il peut apprendre des capacités de type dragon tel que ouragan (attaque qu'il utilise plusieurs fois dans le film où il est la star, notamment pour sortir de l'eau).

### Ho-Oh
Ho-Oh évoque le phénix. Comme de nombreux Pokémon Légendaires, Ho-oh dispose d'une attaque qui lui est propre : la technique Feu Sacré. Il est également associé à l'objet CendreSacrée, qui permet de soigner complètement et en une seule fois tous les Pokémon de l'équipe.

### Physionomie et attitudes
Ho-Oh est un grand Pokémon aviaire qui ressemble à un phénix. Les couleurs prédominantes de ses plumes sont l'or et le rouge. Les plumes de sa queue sont jaunes, son torse est blanc et le bout de ses ailes est vert. Ho-Oh a une ligne verte sur le cou, un bec jaune, des anneaux noirs autour de ses yeux rouges, et une crête de plumes jaunes sur la tête. La queue de Ho-Oh a des plumes prismatiques, car elles laissent apparaître un arc-en-ciel après le passage d'Ho-Oh. Il a des pattes foncées avec quatre serres chacune.
Le pouvoir mythique de Ho-Oh est un pouvoir de résurrection. Il est dit que lorsqu'il vole, il déploie ses grandes ailes qui libèrent des arcs-en-ciel brillants et colorés. Les rares personnes qui arrivent à trouver Ho-Oh sont vouées à un éternel bonheur. Jadis, Ho-Oh demeurait sur la Tour Ferraille avec Lugia sur la Tour Cuivrée, à Rosalia, jusqu'à ce que cette dernière souffre d'un violent incendie. Désormais, Ho-Oh vole continuellement dans le ciel à la recherche d'un Dresseur au cœur pur.

#### Différences mâle/femelle
Ce Pokémon est asexué, il n'y a donc pas de Ho-Oh mâle ou femelle.

#### Chromatique
Lorsqu'il est chromatique, les pattes, le bec, la crête et les plumes arrière de la queue sont argentés, et les parties rouges sont jaune foncé. Quant aux parties blanches et vertes (uniquement sur ses ailes et non sur son dos), elles sont désormais rouges.

### Évolution
Ho-Oh n'a pas d'évolution et n'est l'évolution d'aucun Pokémon.

### Talents
- Pression : Force l'ennemi à utiliser 2 PP par attaque.
- Régé-Force (Talent caché) : Restitue 1/3 des PV du Pokémon lorsque celui-ci est retiré du combat.

### Étymologies
- Dans toutes les langues : Ho-Oh vient du nom japonais pour le phénix, 鳳凰 Hōō et plus particulièrement du Fenghuang, le phénix chinois. Son nom peut aussi venir de 火事 Ho qui signifie feu et 王 ō signifiant roi (ce qui donne roi-feu).

### Descriptions du Pokédex
Pokémon X
Une légende raconte que son corps brille de sept couleurs. Un arc-en-ciel se forme derrière lui quand il vole.
Pokémon Y
Il ne se montre qu'à un Dresseur au cœur pur en dévoilant ses magnifiques ailes colorées.
Pokémon Rubis Oméga et Saphir Alpha et Pokémon GO
Les plumes de Ho-Oh brillent de sept couleurs selon l'orientation de son corps par rapport à la lumière. On raconte que ces plumes portent bonheur. On dit aussi que ce Pokémon vit au pied d'un arc-en-ciel.

## Apparitions

### Jeux vidéo
Lugia et Ho-Oh apparaissent  dans la série de jeux vidéo Pokémon. D'abord en japonais, puis traduits en plusieurs autres langues, ces jeux ont été vendus à plus de 200 millions d'exemplaires à travers le monde. Ils font leurs principales apparitions dans les jeux vidéo Pokémon Or et Argent et dans leurs rééditions Pokémon Or HeartGold et Argent SoulSilver. Lugia apparaît également dans le jeu Pokémon XD : Le Souffle des ténèbres, sur Gamecube. Il se manifeste sous la forme de Lugia obscur, de couleur violette au lieu de blanc ; c'est l'un des plus puissants Pokémon obscurs qui puisse être capturé.

### Série télévisée et films
La série télévisée Pokémon, ainsi que les films, sont des aventures séparées de la plupart des autres versions de Pokémon et mettent en scène Sacha en tant que personnage principal. Sacha et ses compagnons voyagent à travers le monde Pokémon en combattant d'autres dresseurs Pokémon.
Ho-Oh apparaît dans Le Départ (le premier épisode de la première saison de Pokémon) : après avoir combattu une armée de Piafabec, Sacha voit un Pokémon inconnu traverser le ciel, que le Pokédex ne parvient pas à identifier. Néanmoins, aucun film ne lui est consacré, fait rare pour un Pokémon légendaire. Dans le dessin animé, il est possible de dire qu'il aide Sacha : au début, c'est lui qui le conduit vers Jadielle et donc l'aventure, mais c'est aussi lui qui indique la direction d'Hoenn, quand Sacha se demande ce qu'il va faire après avoir perdu contre la Ligue Pokémon.
Sur une image montrant le départ de Jimmy, Marina et Vincent du Bourg-Geon, il est en train de voler au-dessus du labo du professeur Orme.
Ho-Oh apparait également à la fin de l'épisode 452 (L'ennemi intérieur) de la saison 9 Pokémon Battle Frontier, à la surprise de Sacha et ses amis.
Mew se transforme en Ho-Oh dans le 8e film Pokémon : Lucario et le mystère de Mew. Lugia est au cœur de l'intrigue du deuxième film Pokémon Le pouvoir est en toi, dans lequel il est présenté comme un protecteur du climat et le gardien des trois oiseaux légendaires. Apparition de Lugia dans la série animée Pokémon, épisode n° 222.

## Réception
Les lecteurs d'IGN ont élu leurs cent Pokémon les plus populaires. Lugia arrive au pied du podium derrière Dracaufeu, Mewtwo et Tortank. Un éditeur d'IGN précise que le Pokémon va devenir l'un des plus emblématiques Pokémon, contrairement à Ho-Oh. Ho-Oh pointe à la quatorzième place. Pour un autre éditeur, Ho-Oh est « magique », même s'il avoue que les gens préfèrent Lugia.